# Аристокотките
Аристокотките (на английски: The Aristocats) е американски анимационен романтичен комедиен филм от 1970 г., продуциран от Уолт Дисни Прадакшънс и режисиран от Волфганг Райтерман. Това е 20-ият пълнометражен анимационен филм на Дисни. Филмът е базиран на едноименната история от Том Макгоуън и Том Роу, като разказва за семейство аристократични котки и как позната котка от алеята им помага, след като икономът ги отвлича, за да спечели богатството на господарката си, която решава наследството ѝ да остане за котките. Филмът включва гласовете на Фил Харис, Ева Габор, Хърмаяни Бадели, Дийн Кларк, Стърлинг Холоуей, Скатмън Кротърс и Роди Мод-Роксби.

## Сюжет
Действието се развива в Париж, през 1910 г. Мадам Аделаида, възрастна, вече оттеглила се оперна певица, завещава цялото си голямо богатство на любимите си котки – изисканата Дукеса и нейните три котенца – Мари, Берлиоз и Тулуз. Според завещанието, изготвено от нейния приятел, адвоката Жорж, икономът на Мадам, Едгар, ще наследи котките след смъртта им. Подслушалият разговора Едгар не желае да чака и решава да отведе котките надалеч. Приспива ги и се отправя към провинцията, но по пътя е нападнат от две хрътки, Наполеон и Лафайет, и едва успява да избяга, като оставя след себе си кошницата с котките, шапката, чадъра и коша на мотоциклета си. В същото време Мадам Аделаид и приятелите на котешкото семейство – мишока Рокфор и кобилата Фру-Фру – с тревога откриват, че котките са изчезнали.
Изоставени извън града, Дукеса и котетата търсят начин да се върнат. Намират ценен помощник в лицето на уличния котарак Томас О'Мали, който е очарован от Дукеса и бързо се привързва към малките ѝ. По пътя обратно, към тях се присъединяват и двойка английски гъски, сестрите Амилия и Абигейл Кряк. Те съпровождат котките до Париж, където се налага да се разделят, за да се погрижат за своя пиян чичо Уолдо.
Пътят е бил изморителен и котетата не могат да се справят до дома без почивка. Томас О'Мали запознава котешкото семейство със своите приятели – Скат Котак и неговата музикална група от улични котараци – и намира подслон за през нощта, макар и в беден квартал. Дукеса и О'Мали вече са силно привързани един към друг, но тя се чувства длъжна да се върне при Мадам, която е положила много грижи за семейството ѝ. Междувременно Едгар се връща при кучетата и след известни перипетии, успява да си възвърне вещите.
На сутринта котките се завръщат в богатия си дом, а О'Мали си тръгва натъжен. Едгар залавя Херцогиня и котетата и се готви да ги изпрати в сандък до Тамбукту. Извикан от Рокфор на помощ, О'Мали се връща и заедно с Фру-Фру забавя Едгар, докато мишокът с риск за живота си успява да намери и доведе Скат Котак и групата му. Всички заедно успяват да победят Едгар и накрая самият той е изпратен за Тамбукту.
Мадам Аделаида премахва името на „внезапно напусналия“ Едгар от завещанието си, а включва в него Томас О'Мали и бъдещите им потомци с Дукеса. Мадам също така основава благотворителна фондация, която да осигури подслон на всички улични котки в Париж.

## Актьорски състав
- Ева Габор – Дукеса
- Фил Харис – Томас О'Мали
- Роди Мод-Роксби – Едгар
- Стърлинг Холоуей – Рокфор
- Хърмаяни Бадли – Мадам Аделаида
- Моника Евънс – Абигейл
- Каръл Шели – Амилия
- Пат Бътрам – Наполеон
- Джордж Линдзи – Лафайет
- Гари Дъбин – Тулуз
- Дийн Кларк – Берлиоз
- Лиз Инглиш – Мари
- Чарлс Лейн – Адвокат Жорж Хоткор
- Скатман Кротърс – Скат Котак
- Бил Томпсън – Чичо Уолдо
- Нанси Кълп – Фру-Фру
- Питър Ренадей – Млекар, Готвач в кафене и Хамалин
- Пол Уинчъл – Шун-Гон
- Тим Хъдсън – Хит Котак
- Вито Скоти – Пепо
- Търл Рейвънскрофт – Били Бос
- Морис Шевалие – Изпълнител на песента „Аристокотки“

## Синхронен дублаж
| Роля                | Изпълнител         |
| ------------------- | ------------------ |
| Дукеса              | Василка Сугарева   |
| Томас О'Мали        | Стефан Сърчаджиев  |
| Едгар               | Николай Урумов     |
| Рокфор              | Кирил Кавадарков   |
| Мадам Аделаида      | Наталия Бардская   |
| Абигейл и Амилия    | Живка Донева       |
| Наполеон            | Георги Новаков     |
| Лафайет             | Цветан Ватев       |
| Тулуз               | Майкъл Захариев    |
| Берлиоз             | Ния Ралинова       |
| Мари                | Михаела Маринова   |
| Адвокат Жорж Хоткор | Калин Арсов        |
| Скат Котак          | Тодор Стефанов     |
| Чичо Уолдо          | Цанко Тасев        |
| Фру-Фру             | Цветомира Михайлов |
| Млекар              | Анатолий Божинов   |

### Други гласове
| Петър Върбанов |
| Николай Петров |
| Атанас Сребрев |
| Тодор Георгиев |
| Пламен Чернев  |

### Песни
| Песен                           | Изпълнител                                                                         |
| ------------------------------- | ---------------------------------------------------------------------------------- |
| Аристокотки                     | Цанко Тасев                                                                        |
| Гами и арпежи                   | Михаела Маринова Ния Ралинова Майкъл Захариев Василка Сугарева                     |
| Томас О'Мали                    | Стефан Сърчаджиев                                                                  |
| Всеки иска да е котарак         | Тодор Стефанов Стефан Сърчаджиев Михаела Маринова Майкъл Захариев Василка Сугарева |
| Всеки иска да е котарак (финал) | Тодор Стефанов Цветомира Михайлова Цанко Тасев                                     |

### Котешки хор
| Атанас Сребрев   |
| Николай Петров   |
| Цанко Тасев      |
| Анатолий Божинов |

### Българска версия
| Обработка                       | Александра Аудио (2008)                 |
| ------------------------------- | --------------------------------------- |
| Режисьор на дублажа             | Симона Нанова                           |
| Превод                          | Румяна Йохнева                          |
| Адаптация                       | Венета Янкова                           |
| Музикален режисьор              | Десислава Софранова                     |
| Музикален асистент              | Цветомира Михайлова                     |
| Превод на песните               | Десислава Софранова Цветомира Михайлова |
| Творчески директор              | Венета Янкова                           |
| Тонрежисьор                     | Пламен Чернев                           |
| Продуцент на българската версия | Disney Character Voices International   |